# Medaile Za zásluhy při obraně státní hranice SSSR
Medaile Za zásluhy při obraně státní hranice SSSR (rusky: Медаль «За отличие в охране государственной границы СССР») bylo státní vyznamenání Sovětského svazu založené roku 1960. Medaile byla udílena za ochranu státní hranice SSSR.

## Historie
Medaile byla založena dekretem prezidia Nejvyššího sovětu Sovětského svazu dne 13. července 1950. V letech 1977 a 1980 byl status medaile reformován. Autorem návrhu medaile je umělec P. M. Veremenko.
Do 1. ledna 1995 byla medaile udělena v přibližně 67 520 případech. Po rozpadu Sovětského svazu byla medaile roku 1992 obnovena Ruskou federací jako medaile Za zásluhy při obraně státní hranice.

## Pravidla udílení
Medaile Za zásluhy při obraně státní hranice SSSR byla udílena příslušníkům pohraniční stráže, jednotek ministerstva vnitřní bezpečnosti, ministerstva vnitra, agentům KGB i civilistům. Udílena byla za odvahu a obětavost projevenou při zatýkání narušovatelů státní hranice Sovětského svazu. Dále byla udílena za zkušené vedení bojových operací pohraniční služby a při ochraně nedotknutelnosti státní hranice. Udělena mohla být i za vysokou ostražitost a proaktivní přístup, který vedl k zadržení narušovatelů státní hranice. Dále byla udílena za zdatnou organizaci pohraniční služby a příkladnou práci při posilování státní hranice, za bezvadný služební výkon při ochraně státní hranice a civilistům za aktivní pomoc pohraničním jednotkám při jejich službě při ochraně státní hranice. Medaile mohla být jedinci udělena i opakovaně.
Medaile Za zásluhy při obraně státní hranice SSSR se nosí nalevo na hrudi a v přítomnosti dalších sovětských medailí je umístěna za medailí Partyzánů vlastenecké války. Pokud se nosí s vyznamenáními Ruské federace, pak mají ruská vyznamenání přednost.

## Popis medaile
Medaile kulatého tvaru o průměru 32 mm byla do roku 1966 vyráběna se stříbra. Pozdější exempláře byly vyráběny z alpaky či mědiniklu. Na přední straně je postava vojáka vyzbrojená samopalem typu PPŠ-41 Špagin. Voják stojí na stráži na pohraničním stanovišti. V pozadí jsou hory. Na zadní straně je nápis v cyrilici За отличие в охране государственной границы СССР (za vyznamenání se při střežení státní hranice SSSR). Nad nápisem je pěticípá hvězda. Ve spodní části medaile jsou dubové ratolesti, na nichž je položen srp a kladivo.
Medaile je připojena pomocí jednoduchého kroužku ke kovové destičce ve tvaru pětiúhelníku potažené hedvábnou stuhou z moaré. Stuha je široká 24 mm. Je zelená s oběma okraji lemovanými pruhy červené barvy širokými 3 mm.